# Давыдов, Владимир Николаевич
Владимир Николаевич Давыдов (настоящие имя и фамилия — Иван Горелов; 7 (19) января 1849, Новомиргород, — 23 июня 1925, Москва) — российский и советский актёр, театральный режиссёр, педагог, Заслуженный артист Императорских театров, Народный артист Республики.

## Биография

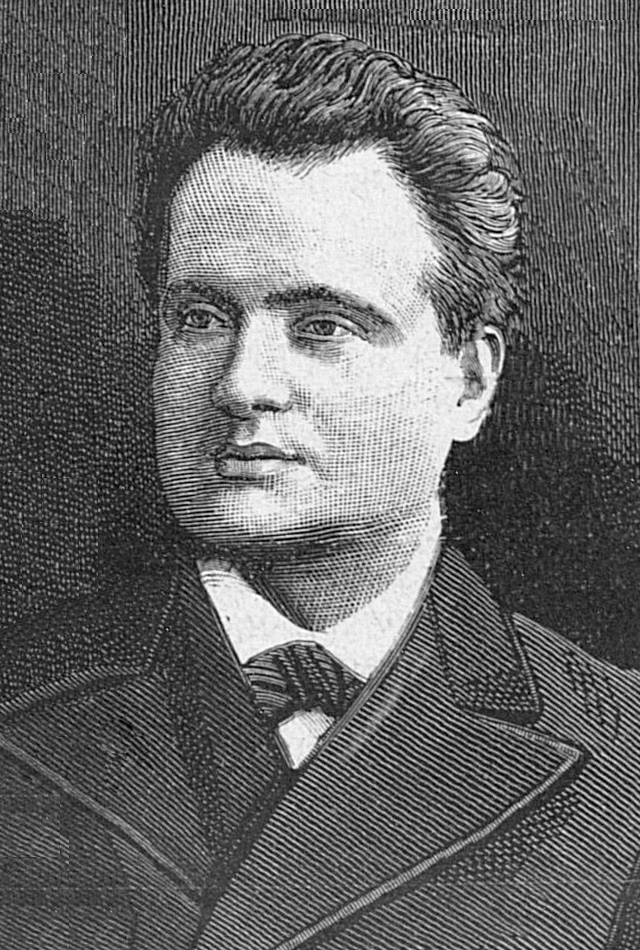
На гравюре 1885 года

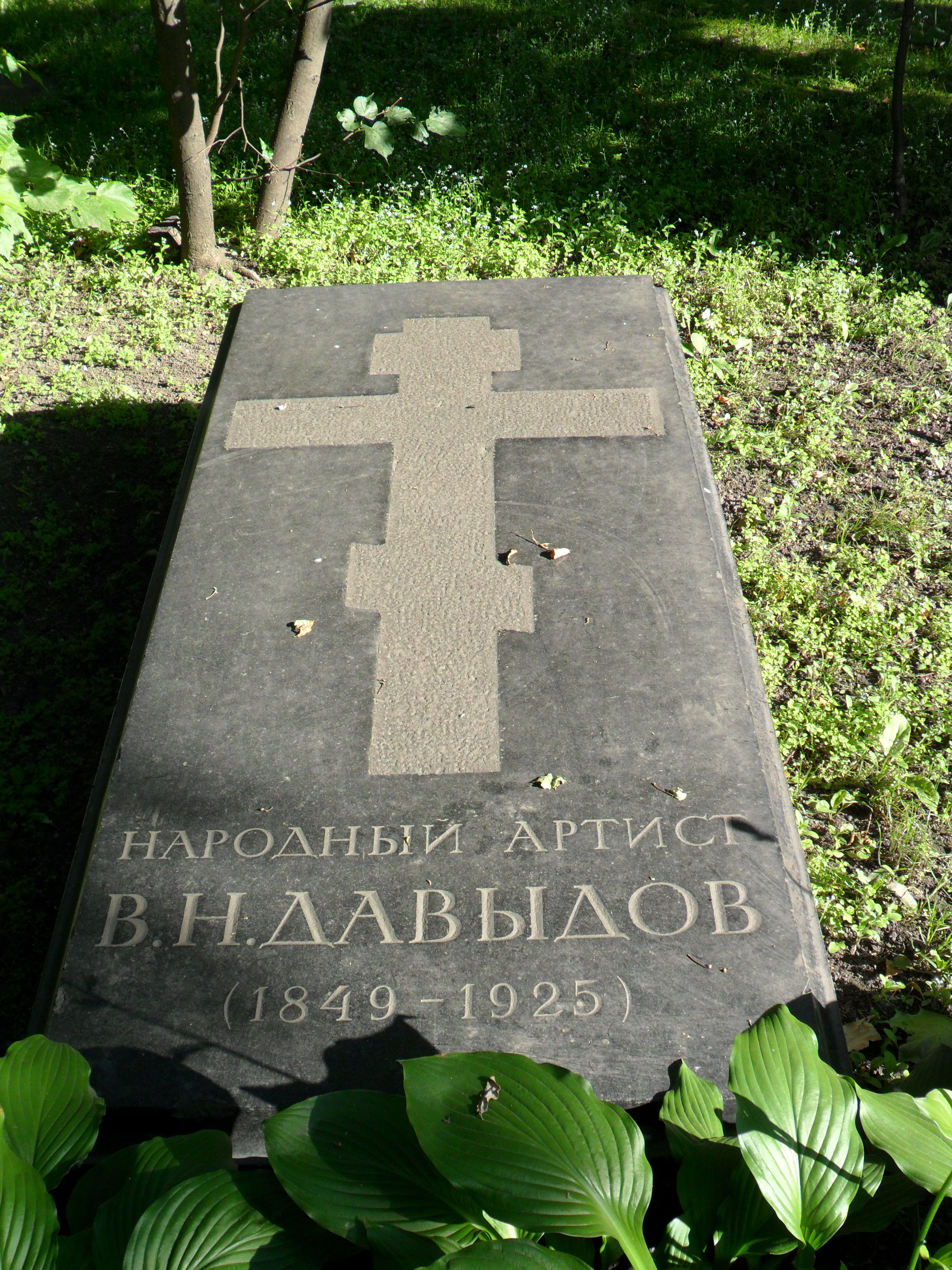
Могила В. Н. Давыдова в Некрополе мастеров искусств Александро-Невской лавры в Санкт-Петербурге

Владимир Давыдов родился в Новомиргороде Херсонской губернии в небогатой дворянской семье. Отец его был поручиком уланского полка. Учась в Тамбовской гимназии, Владимир принимал участие в школьных спектаклях, исполняя самые разные роли, в том числе и женские. Окончив в 1866 году гимназию, Владимир Давыдов приехал в Москву, где окончательно увлёкся театром, посещая спектакли Малого театра, и стал брать уроки драматического искусства у известного актёра И. В. Самарина.

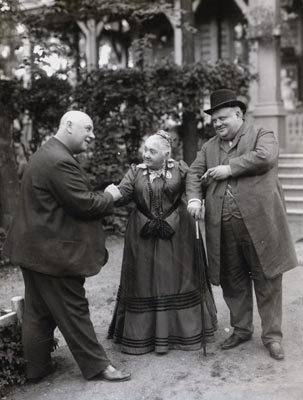
Фотография по поводу пятидесятилетия артистической деятельности В. В. Стрельской: К. А. Варламов, В. В. Стрельская, В. Н. Давыдов

В 1867—1880 годах Давыдов выступал на сцене провинциальных театров: в Орле, Саратове (Саратовский театр драмы), Казани, Воронеже, Астрахани и Тамбове — в основном в составе антрепризы П. М. Медведева.
В 1880 году Давыдов был принят в труппу Александринского театра, где служил по 1924 год. Среди его ролей — комедийные, трагедийные, водевильные, даже женские. Популярность Давыдову принесли роли в классическом репертуаре — в пьесах Чехова и Островского.
С 1923 года до конца жизни был актёром Малого театра.
Владимир Николаевич Давыдов с 1883 занимался педагогической деятельностью, был выдающимся театральным педагогом, учителем и творческим наставником многих крупных актёров. Преподавал в Петербургском театральном училище. Среди его учеников — Константин Зубов, Вера Комиссаржевская, Юрий Озаровский, Николай Ходотов, Василий Топорков, Леонид Вивьен, А. А. Усачев, В. Л. Юренева, Е. А. Хованская и др.
В Москве одно время жил в пассаже Солодовникова, часть которого сдавалась под квартиры. В Санкт-Петербурге снимал квартиру в доходном доме генерал-майора А. А. Орлова на Пушкинской улице (дом № 11).
Умер 23 июня 1925 года в Москве. Был похоронен в Ленинграде в Александро-Невской лавре на Никольском кладбище; в 1934 году перезахоронен в Некрополе мастеров искусств.

## Признание и награды
- Народный артист Республики (1922)

## Творчество

### Роли в театре

#### Александринский театр
- 1882 — «Холостяк» И. С. Тургенева — Мошкин
- 1887 — «Иванов» А. П. Чехова — Иванов
- 1896 — «Чайка» А. П. Чехова — Сорин
- 1905 — «Вишнёвый сад» А. П. Чехова — Фирс
- 1910 — «Три сестры» А. П. Чехова — Чебутыкин
- «Жених из долгового отделения» Чернышева — Ладыжкин
- «Ай да французский язык!» Оникса — отставной унтер-офицер Ергачев
- «Нахлебник» И. С. Тургенева  Кузовкин
- «Шутники» А. Н. Островского Оброшенов
- «Власть тьмы» Л. Н. Толстого — Аким, Митрич
- «Плоды просвещения» Л. Н. Толстого — 3-й мужик
- «Сердце не камень» А. Н. Островского — Каркунов
- «Горячее сердце» А. Н. Островского — Хлынов
- «Праздничный сон до обеда» А. Н. Островского — Бальзаминов
- «Свои люди — сочтёмся» А. Н. Островского — Подхалюзин
- «Лес» А. Н. Островского — Милонов
- «На всякого мудреца довольно простоты» А. Н. Островского — Мамаев
- «Горе от ума» А. С. Грибоедова — Фамусов
- «Свадьба Кречинского» А. В. Сухово-Кобылина — Расплюев
- «Власть тьмы» Л. Н. Толстого — Аким и Митрич
- «Ревизор» Н. В. Гоголя (в разные годы) — Хлестаков, Бобчинский, Шпекин, Земляника, Пошлепкина, Городничий; Осип.

#### Малый театр
- 1923 — «На всякого мудреца довольно простоты» А. Н. Островского — Мамаев
- 1923 — «Сердце не камень» А. Н. Островского — Каркунов
- 1923 — «Бедность не порок» А. Н. Островского — Африкан Коршунов
- 1924 — «Матрос» Т. Соважа и Ж.-Ж.-Г. Делюрье — Матрос
- 1924 — «Нахлебник» И. С. Тургенева — Кузовкин
- «Ревизор» Н. В. Гоголя — Городничий
- «Свадьба Кречинского» А. В. Сухово-Кобылина — Расплюев

### Роли в кино
- 1908 — «Свадьба Кречинского» — Расплюев